# Новый Путь (Свердловская область)
Новый Путь — упразднённая в ноябре 2015 года деревня в Красноуфимском округе Свердловской области. Входила в состав Усть-Баякского сельского совета.

## География
Располагалась в малонаселенной местности в верховьях реки Торгаш в 22 километрах на востоко-юго-восток от административного центра округа — города Красноуфимск.

## История
Упразднена Законом Свердловской области № 133-ОЗ от 23 ноября 2015 года.

## Население
| 2002 | 2010 |
| ---- | ---- |
| 0    | →0   |